# デルフィーヌ・ギブソン
デルフィーヌ・ギブソン（Delphine Gibson、1903年8月17日 - 2018年5月9日）は、アメリカ合衆国のスーパーセンテナリアン。ペンシルベニア州・ハンティンドンに在住した長寿の女性。2017年2月5日以来、アメリカ最長寿となり、死去時には世界で6番目に高齢の人物であった。またアメリカでは1903年生まれ最後の生存者でもあった。　

## 略歴
ギブソンはサウスカロライナ州フェアフィールド郡にて誕生。1928年1月27日にタイラー・ギブソンと結婚した。その後3人の子供に恵まれた。夫も1980年9月に88歳の長寿で死去している。この時点では既にペンシルベニア州に移住していた。 
2013年8月17日、110歳の誕生日を迎えた。このとき車椅子を使用していたがとても元気な様子であったという。また、「私はイエスを愛している」と語った。2017年2月5日、アデール・ダンラップの死去に伴い、113歳でアメリカ国内の最高齢の人物となった。晩年はペンシルベニア州ハンティンドンに住んでいた。2018年5月9日、114歳265日で死去。 